# Mount Blackburn
Mount Blackburn ist mit 4996 m der höchste Gipfel der Wrangell Mountains in Alaska. Er ist außerdem der fünfthöchste Berg der Vereinigten Staaten und der zwölfthöchste Nordamerikas. Der stark erodierte Schildvulkan ist nach Mount Bona der höchste Vulkan in den USA und der fünfthöchste in Nordamerika. 1885 benannte ihn Henry T. Allen nach dem US-Senator Joseph Clay Stiles Blackburn aus Kentucky.
Das Bergmassiv wird fast vollständig von Eisfeldern und Gletschern bedeckt. Unterhalb liegt der 32 km lange Kennicott-Gletscher, der sich bis kurz vor den kleinen Ort McCarthy zieht. Mount Blackburns Eisfelder speisen auch die Gletscher Nabesna und Kuskulana. Über letzteren erhebt sich der Vulkan 3350 m bei einer Distanz von nur sechs Kilometern. Der Berg liegt mit seiner Schartenhöhe von 3546 m weltweit auf Platz 50.

## Erstbesteigungen
Bereits 1912 wurde erstmals ein Aufstieg zum Mount Blackburn von Dora Keen und George Handy unternommen. Das Team erreichte aus südlicher Richtung über eine wegen Gletscherspalten gefährlichen Route den östlichen Gipfel, Kennedy Peak oder East Blackburn genannt, der damals noch für den höchsten Punkt des Berges gehalten wurde. Keen veröffentlichte anschließend den Bericht First up Mount Blackburn in der Saturday Evening Post. Im Jahre 1958 unternahmen fünf Bergsteiger den Aufstieg zum westlichen Gipfel, ohne zu wissen, dass dieser der höhere von beiden ist. Ein Jahr später veröffentlichte einer der Bergsteiger im American Alpine Journal einen Artikel mit der Überschrift Mount Blackburn - Second Ascent ( - zweiter Aufstieg). Erst in den sechziger Jahren kennzeichneten erste Karten des US Geological Survey den Westgipfel als den höchsten Punkt.
Heute wird normalerweise der Weg von Norden wie im Jahre 1958 genommen. Er verläuft entlang des Nabesna-Gletschers.

## Fotos

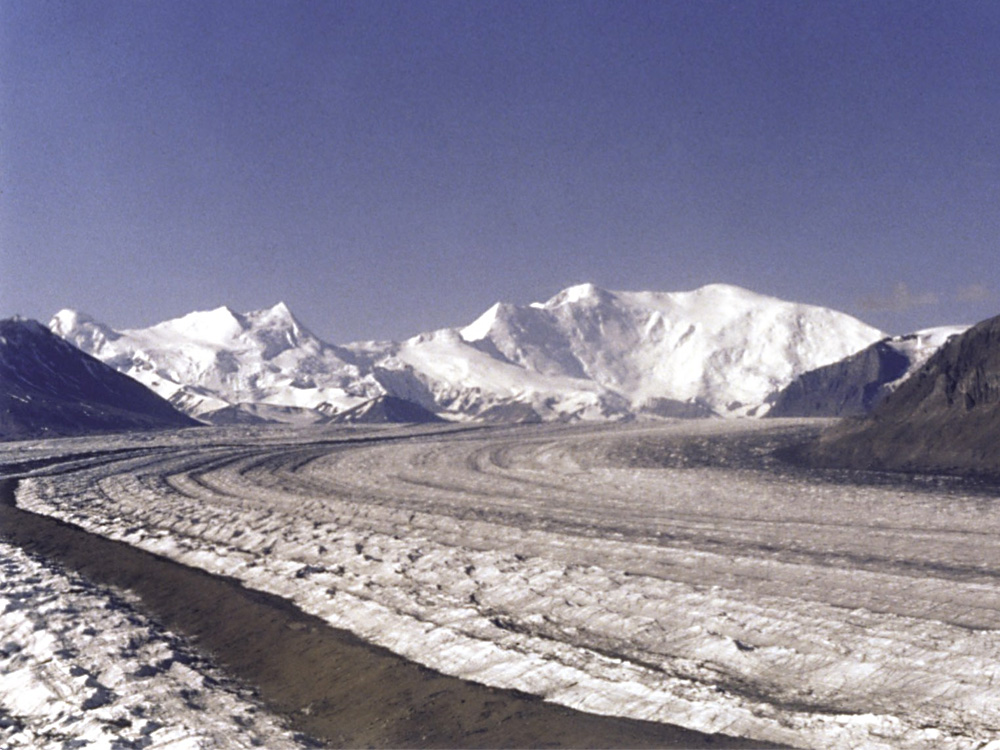
Der Nabesna-Gletscher, links im Hintergrund erheben sich die Atna Peaks, rechts der Mount Blackburn mit seinen beiden Gipfeln
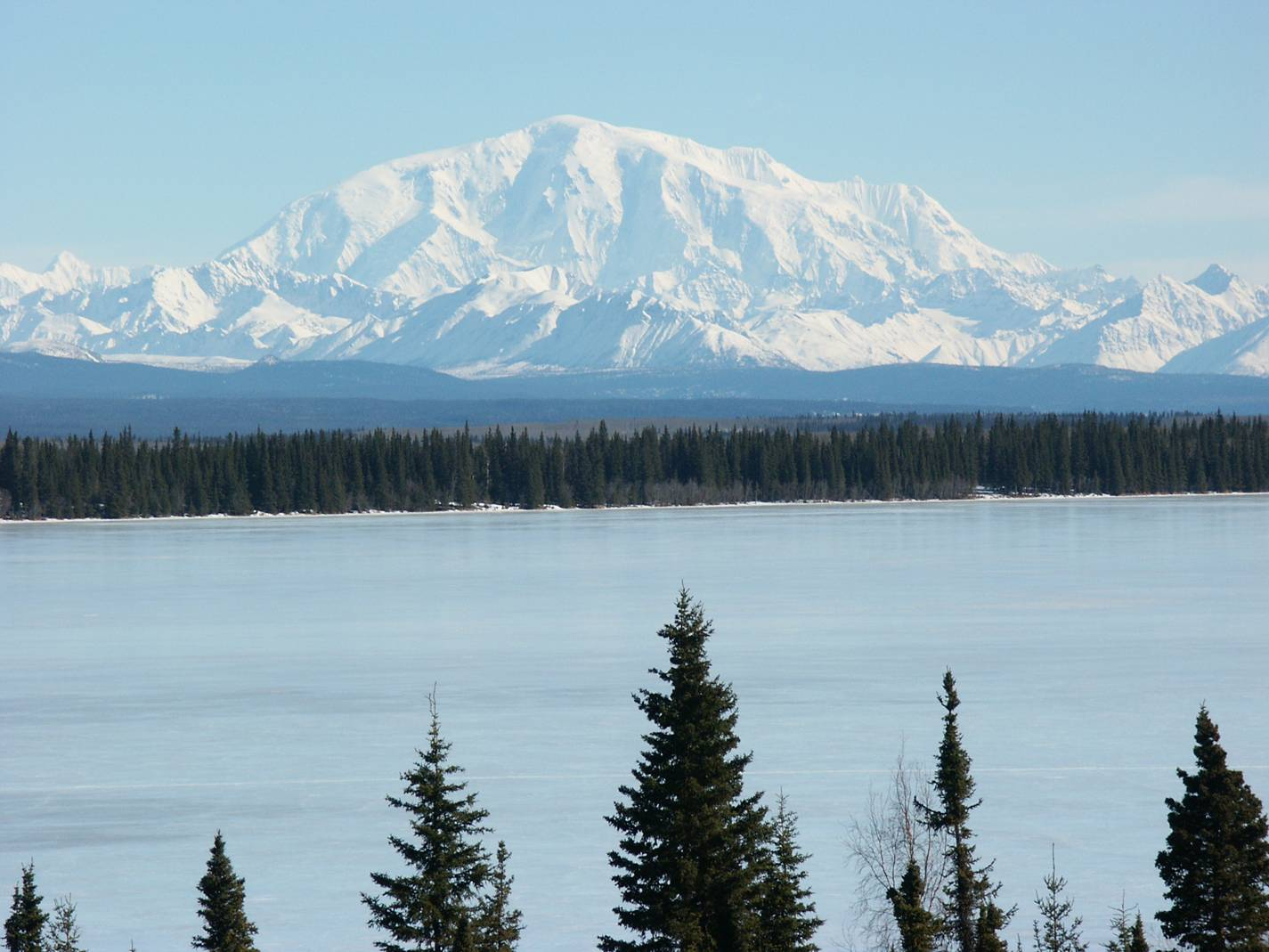
Blick über den weiter westlich gelegenen Willow Lake zum Mount Blackburn